# Mesterholdenes Europa Cup finale 1962
Mesterholdenes Europa Cup finale 1962 var en fodboldkamp der blev spillet den 2. maj 1962. Kampen blev spillet foran 61.257 tilskuere på Olympisch Stadion i Amsterdam, og skulle finde vinderen af Mesterholdenes Europa Cup 1961-62. De deltagende hold var portugisiske Benfica og spanske Real Madrid. Benfica vandt kampen med 5-3.
Det var kulminationen på den syvende udgave af Europa Cuppen siden etableringen af Europas fineste turnering for klubhold i 1955. Det var anden gang at Benfica var nået frem til finalen, som de vandt året før. For Real Madrid var det allerede sjette gang at de var nået frem til finalen, hvoraf de fem første blev vundet.
Kampen blev ledet af den hollandske dommer Leo Horn. Det var anden gang at Horn dømte finalen i Europa Cuppen, da han også dømte da Real Madrid vandt finalen i 1957 over Fiorentina.

## Kampen
Kampen blev en livlig forestilling med i alt otte mål. Da dommer Leo Horn fløjtede af efter 1. halvleg, stod der 3-2 til Real Madrid. Den ungarske stjernespiller Ferenc Puskás havde fra det 18. til. 39. minut scoret et hattrick. José Águas og Domiciano Cavém havde scoret målene for Benfica.
Fem minutter efter at 2. halvleg var startet bragte Mário Coluna balance i regnskabet, og udlignede til stillingen 3-3. Benficas stjernefrø Eusébio spillede for første gang en finale, og det blev også med en sejr. I det 64. minut bragte han portugiserne foran 4-3 på straffespark, og fem minutter efter scorede han til slutstillingen 5-3. Benfica kunne derfor hæve pokalen for andet år i træk.

### Detaljer
| 2. maj 1962 19:30 |

| Benfica                                                      | 5 – 3   | Real Madrid            |
| ------------------------------------------------------------ | ------- | ---------------------- |
| Águas 25' · Cavém 33' · Coluna 50' · Eusébio 64' (str.), 69' | Rapport | 18', 23', 39' Puskás · |

| Olympisch Stadion, Amsterdam Tilskuere: 61.257 Dommer: Leo Horn (Holland) |

| Benfica | Real Madrid |

|               |    |                          |  |
|               |    |                          |  |
| MÅ            | 1  | Alberto da Costa Pereira |  |
| FO            | 2  | Mário João               |  |
| FO            | 3  | Germano                  |  |
| FO            | 4  | Angelo Martins           |  |
| MI            | 5  | Domiciano Cavém          |  |
| MI            | 6  | Fernando Cruz            |  |
| AN            | 7  | José Augusto             |  |
| AN            | 8  | Eusébio                  |  |
| AN            | 9  | José Águas (a)           |  |
| MI            | 10 | Mário Coluna             |  |
| AN            | 11 | António Simões           |  |
| Træner:       |    |                          |  |
| Béla Guttmann |    |                          |  |

| MÅ           | 1  | José Araquistáin    |
| FO           | 2  | Pedro Casado        |
| FO           | 3  | Vicente Miera       |
| FO           | 4  | Felo                |
| FO           | 5  | José Santamaría     |
| MI           | 6  | Pachín              |
| MI           | 7  | Justo Tejada        |
| MI           | 8  | Luis del Sol        |
| MI           | 9  | Alfredo Di Stéfano  |
| AN           | 10 | Ferenc Puskás       |
| AN           | 11 | Francisco Gento (a) |
| Træner:      |    |                     |
| Miguel Muñoz |    |                     |